# Wesley de Ruiter
Wesley de Ruiter (* 13. Januar 1986 in Leiderdorp) ist ein niederländischer Fußballspieler.

## Karriere

### Verein
De Ruiter spielte bereits in den Nachwuchsteams des FC Utrecht, bevor er zur Saison 2007/08 in den Profikader des Klubs stieß. Bereits am 12. August 2007 gab er sein Profidebüt für den FCU im Spiel gegen den spanischen Vertreter Espanyol Barcelona. Einen Monat darauf, am 26. September erhielt der Torwart seine Chance in der Eredivisie, als er in der 77. Minute für den angeschlagenen Franck Grandel eingewechselt werden musste. Dabei profitierte er von einer Verletzung Michel Vorms, der noch 2006/07 Stammtorhüter der Utrechter war. Im Laufe der Saison zeigte de Ruiter durch gute Leistungen sein Können und erhielt als Belohnung eine Vertragsverlängerung bis 2011. Grandel verließ im Sommer 2008 Utrecht und de Ruiter und Vorm kämpften fortan um den Platz als Nummer eins. Mit André Krul rückte ein weiterer Torhüter aus der Jugend auf, der den Platz hinter den beiden Jungtorhütern besetzte. Nachdem Vorm zum A-Nationalspieler aufgestiegen war und de Ruiter in den Spielzeiten 2009/10 und 2010/11 nicht mehr zum Zuge gekommen war, wechselte er im Januar 2011 zum Zweitligisten FC Den Bosch, wo er einen Halbjahresvertrag bis zum Saisonende unterschrieb. Zur Saison 2011/12 schloss er sich dem Erstligisten SBV Excelsior aus Rotterdam an.

### Nationalmannschaft
De Ruiter war U-20-Nationalspieler der Niederlande. Anschließend rückte er in den Kader der U-21 auf, dem er seit 2007 angehört. 2009 wurde er in den Kader der U-21 für das Turnier von Toulon berufen.